# Brachystelma modestum
Brachystelma modestum är en oleanderväxtart som beskrevs av Robert Allen Dyer. Brachystelma modestum ingår i släktet Brachystelma och familjen oleanderväxter. Inga underarter finns listade i Catalogue of Life.